# 1891
1891 (MDCCCXCI) fue un año común comenzado en jueves según el calendario gregoriano.

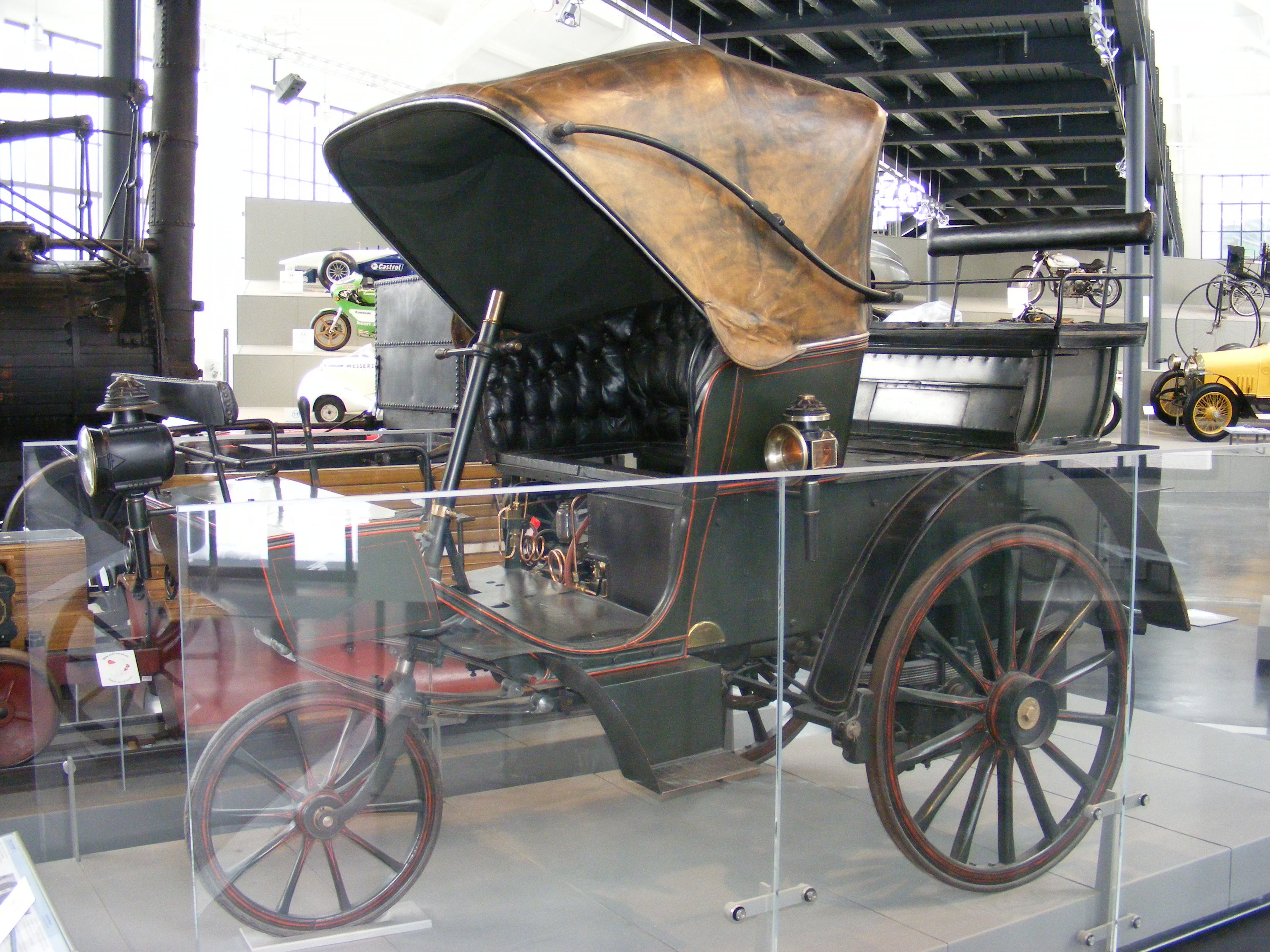
Vehículo del año 1891

## Acontecimientos

### Enero
- 1 de enero: En África, se crea el protectorado alemán.
- 4 de enero: En Chile, el presidente José Manuel Balmaceda dispone la vigencia de la ley de presupuestos del año anterior, sin la aprobación del Congreso.
- 7 de enero: En Chile, se subleva la Armada, con el apoyo Congreso Nacional contra el presidente Balmaceda. Inicio de la Guerra Civil de 1891
- 27 de enero: En Guadalajara, fallece Sor Patrocinio

### Febrero
- 24 de febrero: Se promulga una Constitución Federal en Brasil.

### Marzo
- 1 de marzo: Falcón se convierte el 18° estado de la Unión Venezolana.
- 3 de marzo: Inauguración en Madrid del edificio del Banco de España.
  - Los Hermanos de las Escuelas Cristianas fundan el Colegio De La Salle Buenos Aires (Argentina)
- 28 de marzo: El papa León XIII recibe en audiencia pública a la futura Beata Petra de San José.

### Abril
- 1 de abril:  Salida del primer número del Diario de Burgos, en Burgos (España).
- 18 de abril: En Bolivia se reabre nuevamente el Colegio Militar del Ejército.
- 23 de abril: En Caldera, Chile. Es torpedeado la Fragata blindada Blanco Encalada en el marco de la guerra civil chilena de 1891.

### Mayo
- 5 de mayo: El papa León XII promulga la primera encíclica social de la Iglesia (Rerum novarum).
- 20 de mayo: en una convención de la National Federation of Women’s Clubs (Federación Nacional de Clubes de Mujeres) realizada en Nueva York (EE. UU.), William Dickson ―empleado de Thomas Edison― presenta un prototipo del quinetoscopio. Dos años antes, el 14 de octubre de 1888, el inventor francés Louis Le Prince había filmado en Leeds (Inglaterra) la primera película del mundo: Roundhay garden scene.
- 26 de mayo: Se aprueba en España el arancel Cánovas, medida proteccionista que favoreció el desarrollo industrial.

### Junio
- 2 de junio: La International Football Association Board (IFAB) aprueba la propuesta de la Irish Football Association e introduce al reglamento del fútbol internacional el tiro desde el punto penal para la temporada 1891-92 de dicho deporte.
- 23 de junio: Un terremoto de 6,2 sacude el distrito de Waikato de Nueva Zelanda causando algunos daños importantes.

### Julio
- 7 de julio: Ocurre el combate de Vallenar, en el marco de guerra civil chilena de 1891.

### Agosto
- 6 de agosto: Se inaugura el alumbrado eléctrico en Barranquilla.
- 30 de agosto: Se inaugura el alumbrado eléctrico en Bucaramanga, Colombia.
  - Se inaugura en Argentina el primer laboratorio de identificación Dactiloscópica Juan Vucetich.
  - Se establece como el día internacional de la Dactiloscopia.

### Septiembre
- 19 de septiembre: Chile Presidente José Manuel Balmaceda se suicida refugiado en la embajada de Argentina tras la derrota de sus fuerzas en las Batallas de Concón y Placilla:
- 28 de septiembre: En Uruguay se funda el Central Uruguay Railway Cricket Club, un club de fuertes raíces inglesas, destacado en las primeras décadas del fútbol uruguayo. Hoy se conoce como Peñarol.

### Octubre
- 28 de octubre: en las antiguas provincias japonesas de Mino y Owari se registra un terremoto de 7,5 que deja un saldo de 7.273 víctimas.

### Noviembre
- 6 de noviembre: Chile: Jorge Montt es elegido presidente.
- Diciembre: el gran ayatolá Mirza Mohammad Hasán Hoseiní Shirazí promulga una fetua contra el consumo de tabaco, equiparándolo con la guerra contra el Mahdi, a causa del monopolio británico sobre los tabacos en Irán.

### Diciembre
- 4 de diciembre - El Dr. James Naismith inventa el baloncesto.
- Fundación de la Oficina Internacional de la Paz en Suiza.
- El político danés Frederik Bajer fundó la Oficina Internacional de la Paz.

## Arte y literatura
- Émile Zola - El Dinero
- Oscar Wilde - El retrato de Dorian Gray
- Arthur Conan Doyle - Las aventuras de Sherlock Holmes
- León XIII - Encíclica Rerum Novarum
- Paul Gauguin - ¿Cuándo te casas?
- Friedrich Freiherr von Wieser publica Der natürliche Werth (El Valor Natural).

## Ciencia y tecnología
- Nikola Tesla - Transformador de alta tensión.
- Engels - Del Socialismo utópico al socialismo científico
- Otto Walkhoff, odontólogo alemán, ejercía su práctica clínica en Brunswick, propone el empleo de la pasta de clorofenol alcanforado como material de obturación en los conductos radiculares en endodoncia para lograr su esterilización.

## Cine
- Dickson Greeting, dirigida por William Dickson.

## Nacimientos

### Enero
- 13 de enero: Miguel Agustín Pro, mártir jesuita mexicano (f. 1927).
- 18 de enero: Fray Justino Russolillo, religioso italiano (f. 1955).
- 22 de enero: Antonio Gramsci, político, escritor y sociólogo italiano (f. 1937).
- 27 de enero: Ilya Ehrenburg, escritor soviético (f. 1967).

### Febrero
- 2 de febrero: Antonio Segni, político italiano y Presidente de Italia desde 1962 hasta 1964 (f. 1972).
- 5 de febrero: Monta Bell, director de cine estadounidense (f. 1958).
- 9 de febrero: Pietro Nenni, líder histórico del socialismo italiano (f. 1980).

### Marzo
- 20 de marzo: Edmund Goulding, director de cine británico (f. 1959).

### Abril
- 5 de abril: Laura Vicuña, beata chilena (f. 1904).
- 7 de abril: Ole Kirk Christiansen, Carpintero Danés y el fundador de LEGO (empresa) (f. 1958)
- 17 de abril: José Enrique Varela, militar español (f. 1951).

### Mayo
- 7 de mayo: Francisco Vales Villamarín, historiador y profesor español (f. 1982).
- 16 de mayo: Richard Tauber, tenor austriaco (f. 1948).
- 24 de mayo: Benedictus Hubertus Danser, botánico de los Países Bajos (f. 1943).

### Junio
- 6 de junio: Maasti Venkatesh Ayengar, escritor indio (f. 1986).
- 6 de junio: Ignacio Sánchez Mejías, torero español (f. 1934).
- 21 de junio: Hermann Scherchen, director de orquesta alemán (f. 1966)

### Julio
- 3 de julio: Rafael Heliodoro Valle, escritor hondureño (f. 1959).
- 17 de julio: Hermann Heller, jurista y politólogo alemán (f. 1933).

### Agosto
- 8 de agosto: Adolf Busch, violinista alemán (f. 1952).
- 21 de agosto: Florencio Molina Campos, pintor y dibujante argentino (f. 1959).
- 22 de agosto: Jacques Lipchitz, escultor cubista lituano (f. 1973).

### Septiembre
- 4 de septiembre: Alberto Rivas Bonilla, médico y escritor salvadoreño (f. 1957).
- 18 de septiembre: Rafael Pérez y Pérez, escritor español (f. 1984).
- 18 de septiembre: Mercedes Gaibrois de Ballesteros, historiadora española (f. 1960).
- 21 de septiembre: Jorge Lardé y Arthés, científico salvadoreño (f. 1928).
- 25 de septiembre: Mariano Juan María de la Cruz García Méndez, religioso español (f. 1936).

### Octubre
- 20 de octubre: James Chadwick, físico británico, premio Nobel de Física en 1935 (f. 1974).
- 24 de octubre: Rafael Leónidas Trujillo, militar, político, dictador y presidente dominicano (f. 1961).
- 28 de octubre: Giacomo Lercaro, cardenal y arzobispo italiano (f. 1976).

### Noviembre
- 4 de noviembre: Edward F. Cline, director de cine estadounidense. (f. 1961).
- 9 de noviembre: Karl Loewenstein, filósofo y politólogo alemán (f. 1973).
- 14 de noviembre: Frederick Grant Banting, médico canadiense, Premio Nobel de Medicina en 1923 (f. 1941).
- 15 de noviembre: Erwin Rommel, militar alemán (f. 1944).

### Diciembre
- 2 de diciembre: Carlos Mérida, pintor y muralista guatemalteco (f. 1984).
- 7 de diciembre: Teresa de Escoriaza, escritora española (f. 1968).
- 5 de diciembre: Alexander Rodchenko, escultor, pintor, diseñador gráfico y fotógrafo ruso (f. 1956).
- 17 de diciembre: Hu Shih, filósofo y ensayista chino (f. 1962).
- 26 de diciembre: Henry Miller, escritor estadounidense (f. 1980).

### Fecha desconocida
- Maximiliano Ramírez Euceda, artista hondureño en la rama de pintura impresionista (f. 1987).

## Fallecimientos

### Enero
- 5 de enero: Emma Abbott, soprano estadounidense (n. 1849) (n. 1850)
- 11 de enero: Georges Eugène Haussmann, político y urbanista francés (n. 1809)
- 13 de enero: Manuel Alonso Martínez, jurista y político español (n. 1827)
- 16 de enero: José Vila de Prat, militar carlista español (n. 1813).
- 17 de enero: Thomas Graham Balfour,  médico cirujano escocés, pionero del uso de estadísticas en la medicina (n. 1813).
- 28 de enero: Felipe Poey, naturalista cubano (n. 1799)

### Febrero
- 9 de febrero: Johan Barthold Jongkind, pintor y grabador francés (n. 1819)

### Abril
- 4 de abril: Dorotea de Chopitea, laica salesiana chilena (n. 1816)
- 7 de abril: Phineas Taylor Barnum, empresario, político y artista circense estadounidense (n. 1810)
- 9 de abril:  Carlos Augusto Salaverry, poeta y dramaturgo peruano (n. 1830)
- 14 de abril: Carlos Luis de Ribera y Fievefue un pintor español, (n. 1815)

### Mayo
- 8 de mayo: Helena Blavatsky, ocultista rusa, fundadora de la Sociedad Teosófica (n. 1831)
- 16 de mayo: Ion Bratianu, primer ministro rumano (n. 1821)
- 17 de mayo: Jerónimo Usera, fundador de las Hermanas del Amor de Dios. (n. 1810)

### Junio
- 28 de junio: José Inzenga, compositor español (n. 1828)

### Agosto
- 22 de agosto: Jan Neruda, escritor y poeta checo (n. 1834)

### Septiembre
- 15 de septiembre: Iván Goncharov, novelista ruso (n. 1812)
- 19 de septiembre: José Manuel Balmaceda, presidente chileno (n. 1840)
- 30 de septiembre: Georges Boulanger, militar y político francés (n. 1837)

### Octubre
- 6 de octubre: Charles Stewart Parnell, líder político irlandés (n. 1846)
- 15 de octubre: Gilbert Arthur à Beckett, escritor inglés (n. 1837)

### Noviembre
- 10 de noviembre: Rimbaud, poeta francés.

### Diciembre
- 5 de diciembre: Pedro II, emperador brasileño.